# 紅葉愁情
舞踊詩劇『紅葉愁情』（もみじしゅうじょう）は宝塚歌劇団の舞台作品。恵那、瀬戸、仙台、黒磯、伊勢崎、奈良、和歌山、新潟、金沢、丸亀、岡山、下関、徳山、福岡市民会館公演、伊勢、安城、舞鶴、藤沢、習志野、調布、武蔵村山、徳島、久留米、人吉、鹿児島、広島、熊本では『朱に恋うる調べ』に改題している。
花組公演。作・演出は菅沼潤。
併演作品は『メイフラワー』。

## 物語
※『宝塚歌劇年100史（舞台編）』の154ページを参照。
室町時代前期、六條御所の将軍の想い人・紋寿は当代随一の白拍子だった。紋寿の姿を垣間見た絵師・菊信は一目で心を心を奪われ、その麗姿が描かせてくれと強引に迫る。六條御所に伺候する若侍・雪丸は、将軍の「望みを叶えよう」との言葉を伝えに来るが、命が惜しければ仰せに乗るなと忠告する。菊信を朱に、雪丸を青になぞらえ、白拍子紋寿への叶わぬ想いを謳い上げた舞踊作品。

## 公演期間と公演場所
- 1983年9月30日 - 11月8日　宝塚大劇場
- （東京宝塚劇場は未公演）
- 1984年4月14日 - 4月30日　地方公演（4月14日・恵那、15日・瀬戸、17日・仙台、18日・黒磯、19日・伊勢崎、21日・奈良、22日・和歌山、24日・新潟、25日・金沢、27日・丸亀、28日・岡山、29日・下関、30日・徳山）
- 1984年5月2日 - 5月6日　福岡市民会館
- 1984年10月13日 - 11月1日　地方公演（10月13日・伊勢、14日・安城、16日・舞鶴、18日・藤沢、19日・習志野、20日・調布、21日・武蔵村山、23日・徳島、25日・久留米、27日・人吉、28日・鹿児島、30日・広島、11月1日・熊本）

## 主な配役

### 宝塚大劇場
- 菊信 - 高汐巴
- 紋寿 - 若葉ひろみ

### 4月の地方公演・福岡市民会館
- 菊信 - 高汐巴
- 雪丸 - 大浦みずき
- 紋寿 - 若葉ひろみ
- 将軍 - 但馬久美
- 千寿 - 美野真奈

### 10月、11月の地方公演
- 菊信 - 高汐巴
- 紋寿 - 若葉ひろみ
- 雪丸 - 朝香じゅん

## 宝塚大劇場公演のデータ
8場。

### スタッフ（宝塚大劇場公演）
- 作曲・編曲：吉崎憲治
- 編曲：橋本和明
- 音楽指揮：野村陽児
- 振付：花柳芳次郎
- 装置：大橋泰弘
- 衣装：任田幾英、中川菊枝
- 照明：沢田祐二
- 音響：松永浩志
- 小道具：万波一重
- 効果：坂上勲
- 合唱指導：橋本和明
- 演出助手：中村暁、谷正純
- 制作：田中拓助